# Le Dieu du carnage
Cet article concerne la pièce de théâtre. Pour l'adaptation cinématographique, voir Carnage (film, 2011).

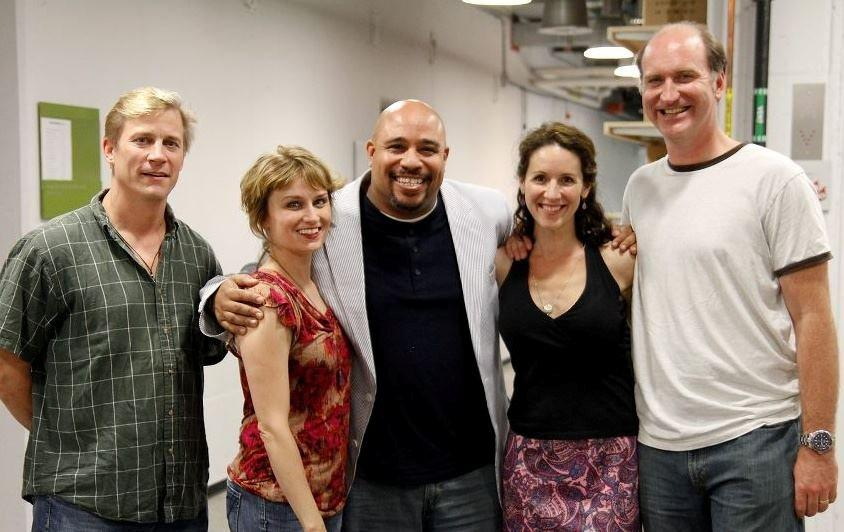
Ralph Remington avec le casting de God of Carnage

Le Dieu du carnage est une pièce de théâtre écrite par Yasmina Reza et publiée le 3 janvier 2007 aux éditions Albin Michel. Cette comédie est mise en scène pour la première fois en décembre 2006 par Jürgen Gosch à la Schauspielhaus de Zurich et reprise ensuite au Berliner Ensemble. La première française a eu lieu en janvier 2008 au théâtre Antoine à Paris, mise en scène par Yasmina Reza elle-même.
La pièce a été adaptée au cinéma par Roman Polanski en 2011 sous le titre Carnage.

## L’œuvre représentée

### Distribution de la première française
- Isabelle Huppert : Véronique Houllié
- André Marcon : Michel Houllié
- Valérie Bonneton : Annette Reille
- Éric Elmosnino : Alain Reille

### Fiche technique
- Mise en scène : Yasmina Reza
- Décor : Thierry Flamand
- Lumières : Gaëlle de Malglaive
- Costumes : Nathalie Lecoultre
- Son : Pierre-Jean Horville
- Assistant à la mise en scène : Daniel Agacinski
- Assistant de Mlle Reza : Léonard Matton
- Assistant de Mlle Huppert : Mahaut Rabattu

### Représentations
- Création en décembre 2006 par Jürgen Gosch à la Schauspielhaus de Zurich. (Commande de Gosch à l'auteure)
- Création française le 25 janvier 2008, au Théâtre Antoine à Paris. Prix Molière de la comédienne dans un second rôle (2008) pour Valérie Bonneton.
- La pièce est jouée au théâtre Le Public, à Bruxelles, en 2008.
- La pièce est publiée et jouée le 2 octobre 2008 en Espagne, au Teatro Alcázar de Madrid, interprétée par Aitana Sánchez-Gijón, Pere Ponce, Maribel Verdú et Antonio Molero.
- La pièce est représentée au Bernard B. Jacobs Theatre de New York du 22 mars 2009 au 6 juin 2010 dans une mise en scène de Matthew Warchus. Elle était interprétée par Marcia Gay Harden (Veronica), James Gandolfini (Michael), Hope Davis (Annette) et Jeff Daniels (Alan). À la cérémonie des Tony Awards de 2009, elle reçut les prix de la meilleure pièce, de la meilleure mise en scène et de la meilleure actrice (pour Marcia Gay Harden. Les trois autres comédiens ont été nommés).
- La pièce est jouée au Théâtre du Nouveau Monde à Montréal (Québec) du 16 novembre au 18 décembre 2010[2].
  - Mise-en-scène : Lorraine Pintal
  - Distribution : Anne-Marie Cadieux, James Hyndman, Guy Nadon et Christiane Pasquier
- La pièce a été traduite en japonais et jouée à Tokyo, Nagoya et Osaka en janvier et février 2011, par la SIS Company[1].
- La pièce a été traduite en coréen et jouée à Séoul, en 2017, avec Choi Jung-won dans le rôle principal[3].
- La pièce a été traduite en arabe libanais et jouée à Beyrouth au Théâtre Monnot en 2014.
- Elle est jouée en 2015 au Théâtre académique de drame de Nijni Novgorod dans une traduction de Dmitri Bykov.

## L'œuvre et son style

### Personnages présents

#### Véronique Houllié
Écrivain et libraire, Véronique incarne l’idéal de l’intellectuel bourgeois. Elle croit à « un art de vivre ensemble » et aux « pouvoirs pacificateurs de la culture ».
Je milite pour la civilisation, parfaitement ! Et heureusement qu’il y a des gens qui le font !  (ligne 1000)
Elle veut non seulement que Ferdinand s’excuse, mais surtout qu’il prenne conscience de son erreur avec sincérité. Pour Hélène Jaccomard, cet idéal moral vient de la tradition philosophique de Norbert Elias, qui fait une interprétation du processus de civilisation. Les individus restreignant volontairement leurs passions pour signer le contrat social, Elias estime que la société façonne l’esprit humain de façon vertueuse. « Ainsi, la violence n’est pas au cœur de la civilisation : il n’y a pas de dieu du carnage ». Cette idée est constamment remise en question par Alain, qui pense qu’il est inutile d’avoir une telle ambition pédagogique.
Cet idéal vole en éclats une première fois quand Annette vomit sur les livres d’art de Véronique. Pour Cerstin Bauer-Funke, « La « gerbe brutale et catastrophique » d’Annette est surtout symbolique d’une rébellion face à la fausseté de la façade qui annonce l’explosion finale et la transformation du lieu « civilisé » en un « lieu du carnage » ». C’est finalement Véronique qui va être la plus en proie au carnage, elle va tantôt pleurer, se jeter sur son mari et finir par lancer le sac d’Annette hors de son appartement. Le contraste entre son optimisme initial et son agressivité à la fin de la pièce ne manque pas de provoquer du comique.

#### Michel Houllié
Père de Bruno et époux de Véronique, il est grossiste en articles ménagers. Son ordinarité apparente (son prénom en est déjà significatif ; en outre, il dit lui-même « moi je fais un métier ordinaire ») l’éloigne de la grandeur attendue d’un personnage de tragédie, mais de nombreuses failles, caractéristiques du personnage tragique, le traversent. Son discours peut parfois être saturé de vérités générales :
On est tout le temps seul. [...] Qu’est-ce qu’on sait ?
Mais à côté de cela, selon Jacques Dürrenmatt, il se montre capable d’une grande perversité. Son manque d’empathie se traduit d’abord par l'abandon du hamster de sa fille ; il s’agit aussi d’une illustration de sa faiblesse.

Autrement dit, au moment de présenter sa profession et celle de son épouse, il se met en avant par rapport à cette dernière :  
Moi je suis grossiste en articles ménagers, Véronique est écrivain, et travaille à mi-temps dans une librairie d’art et d’histoire. 
Il montre que Véronique ne peut vivre de sa plume alors que son travail à lui assure des revenus suffisants, bien qu’il relève d’un statut considéré comme inférieur. Toujours à propos de son métier, Michel est assez cynique et accepte la dégradation lancée par Alain. Les rapports entre les deux hommes sont généralement marqués par le combat et la rivalité.

Par ailleurs souvent sarcastique, Michel incarne un modèle beckettien dans la mesure où son nihilisme et sa croyance en une solitude ontologique finissent par gagner sur la foi en la « possible amélioration » que clame Véronique. Cela s’exprime dans la pièce : 
Alain : Qui est négatif ?  

Michel : Moi. 
Malgré tout, il est le personnage qui attire le plus facilement la sympathie du spectateur car il assume d’emblée sa médiocrité et son égocentrisme.

#### Annette Reille
Annette Reille est un personnage construit en deux temps : d'abord, la phase hypocrite et docile, où Annette multiplie les "Oui...", "Bien sûr", "Bien entendu", confirme la culpabilité de son fils ("oui, le nôtre !" ) et respecte les attentes de Véronique. Puis arrive le moment où Annette, rendue malade par la tournure des événements, vomit sur les livres d'art. Par cet acte le corps, implicitement, parle pour elle : elle vomit sur le culte policé de l'art et de la culture. Dès lors, elle se montre plus franche et, par sa réplique (alors que les esprits s'apaisent), remet en question toute la résolution de la pièce : 
Michel — Tout est parfait, Tout est en ordre. [...]
Annette — (après un flottement gêné) Je me suis dit une chose dans la salle de bain...
Véronique — Oui ?
Annette — Nous sommes peut-être passés trop vite sur... enfin je veux dire...
Michel —Dites, dites Annette.
Annette — L'insulte aussi est une agression.
Annette, dans cette pièce, est ainsi une expression de la nature humaine qui, bridée, explose tout d'un coup et révèle ses préoccupations naturelles, primaires et brutales. 
Annette — Les hommes sont tellement accrochés à leurs accessoires.
Enfin cette réplique, selon Jacques Dürrenmatt, montre qu'Annette, femme tout le temps dominée, pourrait en réalité avoir des amants — l'expérience parlant à travers le pluriel générique "les hommes". Annette, dans cette deuxième partie de la pièce, proposerait donc un discours de liberté de la femme.

#### Alain Reille
Alain Reille, époux d’Annette et père de Ferdinand, est avocat d’affaires pour un laboratoire qui fait l’objet d’une accusation. Tout au long de la pièce, Alain va relativiser la culpabilité de son fils dans la bagarre. Pour lui, Ferdinand aurait sûrement frappé Bruno si c’était ce dernier qui avait insulté l’autre. Pour Hélène Jaccomard, il y a l’idée sous-jacente que personne n’est tout à fait responsable de quoi que ce soit, car tout le monde a sa part de culpabilité.
Selon Hélène Jaccomard, Alain exprime l’idée que les hommes se font des illusions sur la noblesse de leurs motivations. Ce qui les motive, c'est une volonté sans direction, une volonté de domination. C’est d’Alain que l’on tient le titre de la pièce : « Véronique, moi je crois au dieu du carnage ».

Ce personnage montre une position viriliste sur les rapports humains. Il se réclame de John Wayne et d'Ivanhoé, et sympathise avec Michel quand ce dernier évoque le souvenir de ses bagarres d’enfance. Le geste de son fils, qui s’est vengé après s’être fait insulter, valide sa philosophie. La position d’Alain n’est pas sans conséquence sur le regard porté sur le sexe opposé. Pour Hélène Jaccomard, c’est « une vision du monde dichotomique sur les rôles de genres ».
Vous êtes de la même espèce que Jane Fonda. Vous faites partie de la même catégorie de femmes, les femmes investies, solutionnantes, ce n’est pas ce qu’on aime chez les femmes, ce qu’on aime chez les femmes c’est la sensualité, la folie, les hormones, les gardiennes du monde nous rebutent.

### Personnages hors scènes
- Ferdinand Reille, 11 ans, fils d'Annette et Alain.
- Bruno Houllié, 11 ans, fils de Véronique et Michel.
- Camille Houllié, 9 ans, sœur de Bruno et fille de Véronique et Michel.
- Grignote, hamster de Camille dont Michel s'est débarrassé pendant la nuit.
- La mère de Michel.
- Le père de Michel, enterré.
- L'arrière grand-mère de Michel, incinérée et dispersée dans le Midi.
- Serge, le collaborateur d'Alain.
- Maurice, un autre collaborateur d'Alain.

### Les lois et la tragédie

#### Universalité des thèmes
Dans un entretien pour l’Express, Yasmina Reza déclare : 
Je n'ai aucune prétention à l'universalité, je ne connais pas la vie "en général". On écrit avec des obsessions personnelles.
La question de l’universalité reste donc à nuancer. Pourtant, la pièce met en scène des personnages en proie à des préoccupations universelles. Ils appartiennent certes à une classe aisée, issus de la bourgeoisie parisienne, mais illustrent malgré tout l'idée générale de la confrontation avec autrui. Dès lors, l’un des aspects fondamentaux du Dieu du Carnage est le traitement de la question des lois, qu’il s’agisse des lois judiciaires à proprement parler, de celles communément appelées de « vivre-ensemble » ou encore du sens de la justice propre à chaque personnage. En effet, chaque couple défend ou, au contraire, dévalorise son fils selon ses lois personnelles de la justice.
Véronique emploie d’ailleurs très justement le syntagme oxymorique de « logique passionnelle » qu’elle oppose à « l’art de vivre ». Il porte à lui seul  toute la contradiction inhérente à l’être humain, tiraillé entre loi de la logique, rationnelle, et loi de la passion, sauvage.
La pièce montre à plusieurs niveaux que l’humain est par nature violent et primaire et que les règles arbitraires de politesse et de savoir-vivre ne peuvent pas empêcher le carnage. La parole amorcée en début de pièce par la déclaration juridique est supplantée par des actes de violence physique.
De là découle une certaine souffrance. C'est une thématique centrale de la pièce qui conforte son ancrage tragique : Véronique en est la principale démonstratrice dans son discours sur l'Afrique. Ses règles de savoir-vivre sont posées en rempart de la loi passionnelle et sauvage. C'est précisément ce que questionne la pièce : de ces deux lois, laquelle sera victorieuse ? On retrouve ici les questionnements d'Aristote sur la fureur et la pitié qu'une tragédie est censée susciter.

L'une des caractéristiques principales de la tragédie est par ailleurs la lutte vaine des personnages contre l'inévitable. La question des lois peut donc également être étendue au sens des lois de causalité. La première réplique de la pièce montre d’emblée un différend : 
Véronique — Donc notre déclaration... vous ferez la vôtre de votre côté...
Les pronoms "vous", "la vôtre" et les déterminants possessifs "votre" et "notre" ancrent dès les premiers échanges une loi fondamentale d'opposition, que les personnages essaient de camoufler. De même, Michel déclare : 
Les enfants nous entraînent au désastre.
Il énonce ainsi à son tour une loi de causalité : le carnage physique causé par les enfants contaminerait peu à peu les couples eux-mêmes.

#### Implicite et sous-entendus des lois
À de nombreuses reprises dans la pièce, les répliques des personnages sont marquées par de l’implicite. C’est le cas par exemple avec : 
Véronique — Qu’est-ce que tu veux dire ? ça n’a rien à voir.
Ou encore : 
Annette — Arrête, je ne comprends pas.
Les deux femmes, s'adressant ici à leurs maris, décèlent l'implicite et le rejettent immédiatement. Chaque fois, le sentiment de trahison, pour la femme, et le sarcasme, pour l'homme, sont omniprésents.
Si dans une conversation un personnage évite généralement de perdre la face, c’est tout l’inverse qui se produit dans la pièce. Au niveau des lois de la politesse, c'est un véritable carnage qui a lieu.
Les codes de la conversation occupent une place très importante dans Le Dieu du Carnage. L’un des aspects tragiques qui en ressort est la perte de la dignité des personnages : ceux-ci, en tombant leurs masques, abandonnent les lois de courtoisie pour sombrer dans la violence.
L’écriture de Reza peut en ce sens être rapprochée de celle de Sarraute. Elle crée de minuscules failles dans lesquelles elle engouffre les personnages, et en rend compte à travers une écriture axée sur le détail et l’implicite. Reza accorde une grande attention au choix des mots, à la ponctuation, et crée des effets de surprise.

À titre d’exemple, Michel dit : 
Ils sont terribles ces labos. Profit, profit.
La première phrase de la réplique tombe d’un seul bloc, brutalement. Cette brutalité est renforcée par l’apparition de son thème, attaquant directement Alain plutôt que le comportement des enfants (ce à quoi le lecteur s’attendrait). En outre, la sonorité de « profit », répété deux fois, participe à l’agressivité de la réplique.
De la même manière, le mot « défiguré » revient à de nombreuses reprises pour qualifier le garçon blessé et cet adjectif n’est pas anodin : l'enfant a été frappé car il a empêché son camarade d’être une "figure" de sa bande.
L’implicite se prolonge dans certains éléments choisis par Yasmina Reza par leur rôle symbolique. C’est le cas du hamster : son abandon traduit un penchant sauvage de Michel, et Grignote est le dernier sujet abordé. Michel en dit : « si ça se trouve, cette bête festoie à l’heure qu’il est », comme si le seul être heureux était finalement celui qui était libéré de toute forme de sociabilité. Les tulipes peuvent être perçues elles aussi de façon symbolique : mentionnés dans la première didascalie, les deux gros bouquets évoquent non seulement un imaginaire bourgeois mais aussi les colonnes d’un palais, décor généralement associé aux pièces tragiques.  Enfin, le téléphone portable de Alain, qualifié d’ « accessoire » par son épouse, peut prendre une consonance phallique, d’autant plus qu’il l’utilise pour donner des ordres à distance et semble en tirer un sentiment de supériorité.
Ainsi, c’est toujours dans l’évocation qu’est non seulement dépeinte la bourgeoisie intellectuelle parisienne mais que sont convoqués certains éléments caractéristiques de la tragédie classique ou antique, genre qui apparait alors en filigrane et renforce le questionnement sur le genre du Dieu du Carnage.

### Genres, registres et tonalités
La question du genre du Dieu du Carnage reste assez complexe. Certains y voient une comédie, d'autres un théâtre de boulevard. Mais si comique il y a dans le théâtre de Yasmina Reza, il est surtout implicite : 
L’intérieur, […] cet endroit qui ne se partage pas et qu'on ne voit pas chez les autres […] c'est aussi, dans le tissage de l'écriture, l'endroit du recul et du rire.
Yamina Reza ne conçoit dans son écriture ni la satire ni le comique. Dans un entretien pour France Culture, on l'interroge : 
Vous continuez d’avoir une réputation de satiriste, d’auteur de comédie. Vous vous retrouvez dans cette définition ?

— […] Pas du tout, je suis très étonnée quand je lis "satiriste", "plume vacharde", "féroce", "rire de la cruauté".
En effet, la satire implique la critique, notamment par la caricature. Or Reza a toujours affirmé aimer ses personnages. De plus, de nombreux aspects de l'écriture de Reza sont des traits fondamentaux de la tragédie antique : les personnages présentent des failles ; la pièce est baignée dans la hantise (d'un fait passé, la rixe ; d'un acte cruel, l'abandon du hamster...) ; et enfin dans l'incontrôlable, en l'occurrence la nature brutale et sauvage de l'être humain.
Dans tout ce que j’ai écrit, je traite de la brutalité.
Je crois que la brutalité […] fait aussi partie de l’apprentissage.

La morale s’arrête avec les nerfs.
Ici la fatalité d'une croyance personnelle de l'auteur rattache indéniablement la pièce au genre tragique. Quant à l'interrogation concernant la part comique du texte de Reza, cet échange permet de trouver un compromis : 
C’est quelque chose qui est présent dans toute votre œuvre : ce balancement constant d’une même situation qui peut être vue tour à tour de manière cruelle et sinistre ou complètement hilarante.

— Oui, c’est juste, parce que pour moi le tragique et le comique sont intimement liés ; je ne pense pas qu’il puisse y avoir de tragique sans ridicule. C’est d’ailleurs l’aspect ridicule qui fonde le tragique pour moi.
Dans cette perspective, on peut comprendre pourquoi la déclaration juridique, normalement solennelle, relève selon Reza à la fois du ridicule et donc, du tragique : 
Véronique — [...] Le 3 novembre, à dix sept heures trente, au square de l'Aspirant-Dunant, à la suite d'une altercation verbale, Ferdinand Reille, onze ans, armé d'un bâton, a frappé au visage notre fils Bruno Houllié. Les conséquences de cet acte sont, outre la tuméfaction de la lèvre supérieure, une brisure des deux incisives, avec atteinte du nerf de l'incisive droite.

Alain — Armé ?
C'est du mélange des registres, tragiques, solennels, comiques, burlesques, que Le Dieu du Carnage s'illustre dans le genre de la tragédie, pastiche du théâtre de boulevard.

### Le motif du combat
Le registre de la polémique où le combat est omniprésent apparaît très fréquemment dans la pièce. Il prend son origine dans une scène de lutte elliptique : hors scène et avant l'action théâtrale, Ferdinand Reille frappe Bruno Houllié d’un bâton au square de l’Aspirant-Dunant. Leurs parents, réunis pour évoquer l'incident, passent progressivement d'une logique de pacification à celle de la lutte. La violence, d’abord sous-jacente, prend la forme d'un combat d’arguments ; mais peu à peu, la violence des personnages est ressentie de manière physique : vomissement sur scène, vol et projection d'un sac à main, destruction d'un bouquet de tulipes et d'un téléphone portable.
L’espace scénique est transformé en champ de bataille. Par son aspect relativement neutre (« au centre, une table basse, couverte de livres d’art. Deux gros bouquets de tulipes dans des pots »), il sert de support à tous les combats évoqués au cours de la pièce : depuis celui du square de l’Aspirant-Dunant aux violences du Darfour évoquées par Véronique. Selon Nina Hellerstein, « Reza joue de façon subtile sur l’interaction entre ces deux espaces, choisissant volontairement des lieux scéniques dépouillés, pour mieux susciter un réseau d’associations autour des lieux géographiques évoqués par les personnages, mettant en relief les résonances symboliques des parcours spatiaux. »

Comme l’explique Cerstin Bauer-Funke, les accessoires deviennent des armes : 
Ces armes sont : les livres d’art, le parfum « Kouros » d’Yves Saint-Laurent, le téléphone, le portable, la bouteille de rhum, les cigares, les tulipes, le sac à main. 
Le moment où Annette vomit sur les livres de Véronique est un moment charnière en ce qu'il brise les façades des personnages : « la bouteille de rhum, les livres d’art, le portable, le sac à main et finalement les tulipes sont brutalisés : on en est donc arrivé à la lutte « armée» ».

### Processus métatextuels
Yasmina Reza insère fréquemment dans les répliques de ses personnages un contenu métatextuel.

Par exemple : 
Ce n’est pas évident un bon clafoutis.
Cette réplique de Michel est interprétée par Jacques Dürrenmatt de cette façon : « il n’est pas facile d’écrire une bonne pièce de boulevard ». La métaphore culinaire renvoie donc ici, selon le chercheur, à une recette d’élaboration théâtrale, à laquelle répond la scène du vomissement  – une recette qui tourne mal, donc. Le mode générique placé régulièrement dans les paroles de Michel se retrouve en d’autres endroits, notamment : 
Moi je dis toujours, on est un tas de terre glaise et de ça il faut faire quelque chose. Peut-être que ça prendra forme à la fin. Est-ce qu’on sait ?
Le texte, à nouveau, devient « métaphore de lui-même », selon l’expression de Christiane Veschambre. On entend, derrière le présent de vérité générale et les pronoms indéfinis « on » et « ça », une comparaison implicite entre la genèse de l’humanité décrite ici par Michel et celle du personnage de théâtre, matière informe dont il faut faire une pièce. L'emploi d'indéfinis et de généralités rend très facile, en stylistique, la généralisation globale de la métaphore à la pièce elle-même. En témoigne la dernière réplique de la pièce, prononcée par le même personnage, qui reprend sur le mode de la variation le même questionnement : « Est-ce qu’on sait? »/« Qu’est-ce qu’on sait? », sur le succès de réalisation de la pièce.
Cette passerelle généralisante, de l'image de l'humanité et à celle la pièce, renvoie à un thème fondamental : celui de la mimèsis de Platon, selon lequel l'art et la tragédie ne sont qu'un reflet de la réalité (elle-même reflet des Idées). De même, la catharsis théorisée par Aristote au sujet de la tragédie (purger le spectateur de ses passions) est transférée ici au référentiel de la pièce (purger les personnages de leurs passions). Au fur et à mesure, les masques tombent et les actes des personnages, de civilisés, redeviennent primitifs et agressifs.
C’est pourquoi Cerstin Bauer Funke, dans son article « Le lieu du carnage » affirme : « Yasmina Reza crée un deuxième niveau textuel qui n’est pas forcément nécessaire à la compréhension de l’œuvre, mais qui met en relief d’une manière plutôt dissimulée – mais du point de vue théorique importante – l’abîme insurmontable entre les personnages. Ce procédé mène alors à une interprétation plutôt sombre et pessimiste de la pièce et des relations humaines en général. »

## Adaptation cinématographique
En 2011, le réalisateur Roman Polanski l'adapte au grand écran dans le film Carnage. L'histoire est alors transposée à New York.
Cette translation géographique s'accompagne de changements nominaux riches de sens : 
- Les prénoms : 
  - Véronique Houllié devient Penelope Longstreet
  - Michel Houllié devient Michael Longstreet
  - Annette Reille devient Nancy Cowan
  - Alain Reille devient Alan Cowan
- Les lieux : 
  - Le parc Montsouris devient Hillside Park
  - Le square de l'Aspirant-Dunant devient Brooklyn Bridge Park
  - Le petit fleuriste du marché Mouton-Duvernet devient le fleuriste de Henry Street
- Le clafoutis devient un crumble.

Ces différentes traductions permettent l'immersion du public visé (américain ou européen) et précisent encore davantage l'intention de l'auteure. En effet, Yasmina Reza a participé à la scénarisation du film. Ici, on situe chaque fois l'action dans un cadre socio-économique relativement aisé ; et les prénoms restent courants des années 1960.